# 대니얼 퀼런
대니얼 그레이 퀼런(영어: Daniel Gray Quillen, 1940년 6월 27일 ~ 2011년 4월 30일)은 미국의 수학자이다.

## 생애
미국에서 태어났고, 미국 하버드 대학교에서 1961년에 학사 학위를, 1964년에 박사 학위를 마쳤다. 잠시 매사추세츠 공과대학교에 몸을 담았다가, 영국 옥스퍼드 대학교의 모들린 칼리지(영어: Magdalen College)로 옮겨 웨인플레트(Waynflete) 석좌 교수가 되었다.
1960년대 후반에서 1970년대 초반에 만든 고차 대수 K이론(higher algebraic K-theory)에 대한 업적을 평가받아 1978년 필즈상을 수상하였다. 2011년 사망하였다.